# Chrysoprasis floralis
Chrysoprasis floralis là một loài bọ cánh cứng trong họ Cerambycidae.